# Eugene Robert Glazer
Eugene Robert Glazer (* 16. Dezember 1942 in Brooklyn, New York City) ist ein US-amerikanischer Schauspieler.

## Leben und Leistungen
Eugene Robert Glazer wuchs mit seinem älteren Bruder in Brooklyn auf. Ein Jahr lang studierte er an der American Academy of Dramatic Arts. Er versuchte sich in verschiedenen Jobs, unter anderem als Taxifahrer und Kellner. In New York spielte er im Theater, bevor er in den frühen 1970er-Jahren nach Los Angeles zog, um zu schauspielern. Im Theater trat er in folgenden Stücken auf: Staccato, Lunchtime, Hexenjagd (The Crucible) von Arthur Miller und Dylan, worin er den Dichter Dylan Thomas porträtierte. In der Filmkomödie Hollywood Shuffle (1987) von und mit Robert Townsend spielte er fünf verschiedene Rollen. In Fernseh- und Kinofilmen wird Glazer meistens in kleineren Nebenrollen besetzt, z. B. in den Filmen No Way Out – Es gibt kein Zurück (1987) mit Kevin Costner, Harlem Nights (1989) mit Eddie Murphy und It's My Party (1996) mit Eric Roberts.
Internationale Bekanntheit erlangte Glazer mit der Rolle des Operations bzw. Paul L. Wolfe in der dramatischen Agentenserie Nikita. Von 1997 bis 2001 trat er darin zusammen mit Peta Wilson, Roy Dupuis, Don Francks, Alberta Watson und Matthew Ferguson auf und stellte den unbarmherzigen Vorgesetzten ihrer Charaktere dar. Nach seiner Arbeit an dieser in Kanada gedrehten Serie, zog Glazer mit seiner Frau, der Schauspielerin Xenia Gratsos, mit der er seit 1991 verheiratet war, wieder nach Los Angeles, Südkalifornien. Sie haben zwei Enkelkinder.
In der Actionserie 24 mit Kiefer Sutherland war Glazer in zwei Folgen am Ende der zweiten Staffel als Alexander Trepkos zu sehen.
Im Jahr 2007 wurde er Vizepräsident der Entwicklungsabteilung der Firma Hollywood Tonight (HT Productions) und ist für neue Film- und Fernsehprojekte zuständig.

## Filmografie
- 1979: Saat des Wahnsinns – Clonus Horror (Clonus Horror)
- 1984: City Girl
- 1984: Joy of Sex
- 1986: Vendetta
- 1986: Hunter’s Blood – Gehetzt, gejagt, getötet (Hunter’s Blood)
- 1987: Hollywood Shuffle
- 1987: No Way Out – Es gibt kein Zurück
- 1988: Stand and Deliver
- 1988: Ghettobusters (I'm Gonna Git You, Sucka)
- 1989: Night of the Intruder (Intruder)
- 1989: Harlem Nights
- 1991: Eve 8 – Außer Kontrolle (Eve of Destruction)
- 1991: The Five Heartbeats
- 1991: Stepping Out
- 1991: Dollman – Der Space-Cop! (Dollman)
- 1992: Zwischen Bett und Thron (The Women of Windsor) (TV)
- 1993: Head Hunter (Bounty Tracker)
- 1993: Die Wahrheit führt zum Tod (The Substitute)
- 1995: Scanner Cop II
- 1996: It’s My Party
- 1996: Golden Will: The Silken Laumann Story (TV)
- 1996: Skyscraper
- 1997: Die Modemafia (While My Pretty One Sleeps) (TV)
- 1997: Dark Prayer – Tödliche Bedrohung (A Prayer in the Dark) (TV)
- 1998: Harlequin’s Loving Evangeline
- 1999: New Blood
- 2010: Reunited

### Gastauftritte in Fernsehserien
- 1980: Drei Engel für Charlie (Charlie’s Angels) (Folge 4.18 Der König von Beverly Hills)
- 1981: Polizeirevier Hill Street (Hill Street Blues) (Folge 2.2 Blood Money)
- 1983: T. J. Hooker (Folge 3.5 The Shadow of Truth)
- 1984: Computer Kids (Whiz Kids) (Folge 1.12 Amen to Amen-Re)
- 1984: Falcon Crest (Folge 3.27 The Avenger)
- 1987: Sledge Hammer! (Folge 2.1 A Clockwork Hammer)
- 1988: Nachtstreife (Folge 4x19 Jumper)
- 1989: The Twilight Zone (Folge 3.30 Generationsspiel)
- 1990: Dallas (Folge 13.20 Das verlorene Paradies)
- 1991: Die Waffen des Gesetzes (Street Legal) (Folge 6.11 Eye of the Beholder)
- 1991, 1992: Tropical Heat (Sweating Bullets) (Folgen 2.1 Alte Rechnungen und 2.16 Der Drogenkönig)
- 1992: General Hospital (Fernsehserie)
- 1992: E.N.G. – Hautnah dabei (Folgen 4.7 Love and Duty und 4.4 Heart of the Matter)
- 1993: Dark Justice (Folge 2.22 Suitable for Framing)
- 1990–1993: Auf eigene Faust (Counterstrike) (Folge 1.19 Verbotene Fracht, Folge 3.21 Muerte)
- 1993: Kung Fu: Im Zeichen des Drachen (Folge 1.16 Caine und die Macht der Angst)
- 1994: Walker, Texas Ranger (Folge 2.11 Mord im Reservat)
- 1994: Police File (Fernsehserie)
- 1996: F/X: The Series (Folge 13 Blütenzauber)
- 1998: Open Mike with Mike Bullard
- 1999: Night Man (Folge 2.20 Revelations)
- 1997–2001: Nikita (La Femme Nikita) (Fernsehserie)
- 2003: Mutant X (Folge 2.22 Der perfekte Mutant)
- 2003: 24 (als Alexander Trepkos, in den Folgen 2.20 Day 2: 3:00 a.m.-4:00 a.m. und 2.24 Day 2: 7:00 a.m.-8:00 a.m.)
- 2004: The Division (Folge 4.19 Hail, Hail, the Gang’s All Here)
- 2005: Charmed – Zauberhafte Hexen (Folge 8.10 Vaya Con Leos)
- 2006: CSI: NY (Folge 2.19 Supermänner)
- 2006: Cold Case – Kein Opfer ist je vergessen (Folge 4.07 Der Schlüssel bzw. The Key)